# Canton de Vitry-sur-Seine-Nord
Le canton de Vitry-sur-Seine-Nord est une ancienne division administrative française située dans le département du Val-de-Marne et la région Île-de-France.
Il a été supprimé en 2015, à l'occasion de la création des cantons de Vitry-sur-Seine-1 et Vitry-sur-Seine-2.

## Histoire
Les deux cantons de Vitry créés en 1967 (cantons de Vitry-sur-Seine-Ouest et Vitry-sur-Seine-Est) sont modifiés par le décret du 24 décembre 1984, qui les rescinde en trois cantons, Vitry-sur-Seine-Ouest, Vitry-sur-Seine-Nord et Vitry-sur-Seine-Est
Un nouveau découpage territorial de la Seine-Saint-Denis entré en vigueur à l'occasion des premières élections départementales suivant le décret du 17 février 2014. Les conseillers départementaux sont, à compter de ces élections, élus au scrutin majoritaire binominal mixte. Les électeurs de chaque canton élisent au Conseil départemental, nouvelle appellation du Conseil général, deux membres de sexe différent, qui se présentent en binôme de candidats. Les conseillers départementaux sont élus pour 6 ans au scrutin binominal majoritaire à deux tours, l'accès au second tour nécessitant 12,5 % des inscrits au 1er tour. En outre, la totalité des conseillers départementaux est renouvelée. Ce nouveau mode de scrutin nécessite un redécoupage des cantons dont le nombre est divisé par deux avec arrondi à l'unité impaire supérieure si ce nombre n'est pas entier impair, assorti de conditions de seuils minimaux. Dans le Val-de-Marne le nombre de cantons passe ainsi de 49 à 25.
Dans ce cadre, les trois anciens cantons de Vitry sont supprimés afin de créer les nouveaux cantons de Vitry-sur-Seine-1 et Vitry-2.

## Administration
| Période | Période | Identité          | Étiquette | Qualité                                         |
| ------- | ------- | ----------------- | --------- | ----------------------------------------------- |
| 1985    | 2008    | Éliane Hulot      | PCF       | Vice-présidente du conseil général (1995 → ?)   |
| 2008    | 2015    | Pierre Bell'Lloch | PCF       | Élu en 2015 dans le canton de Vitry-sur-Seine-1 |

## Composition
Le canton de Vitry-sur-Seine-Nord recouvrait le nord de la commune de Vitry-sur-Seine, c'est-à-dire la partie de la commune non rattachée aux canton de Vitry-sur-Seine-Est et le canton de Vitry-sur-Seine-Ouest.
| Communes                         | Population (2012) | Code postal | Code Insee |
| -------------------------------- | ----------------- | ----------- | ---------- |
| Vitry-sur-Seine, commune entière | 78 908            | 94 400      | 94 081     |

## Démographie
| 1962 | 1968 | 1975 | 1982 | 1990   | 1999   | 2009 |
| ---- | ---- | ---- | ---- | ------ | ------ | ---- |
| -    | -    | -    | -    | 26 382 | 24 986 | -    |